# Milgem-Klasse
Bei der Ada- oder Milgem-Klasse (türkisch Milli Gemi, deutsch: „Nationales Schiff“) handelt es sich um eine Klasse von türkischen Korvetten und Fregatten. Die Schiffe sind für den Einsatz in küstennahen Gewässern vorgesehen, verfügen über Merkmale der Tarnkappentechnik und sollen so weit wie möglich mit inländischen Ressourcen gebaut werden.
Das erste Schiff, die Heybeliada, wurde nach knapp drei Jahren Bauzeit am 27. September 2008 zu Wasser gelassen und am 27. September 2011 in Dienst gestellt. Am selben Tag wurde der Bau des nächsten Schiffes, der Büyükada, begonnen. Die Büyükada und auch Burgazada sind seit 2018 im Dienst. Insgesamt war zunächst die Beschaffung von acht Korvetten und vier Fregatten geplant.

## Entwicklung des Milgem-Programmes
Die ersten Ideen einer eigenen Kriegsschiffproduktion, wofür eigens eine Stiftung gegründet werden sollte, entstanden in den 1970er Jahren. Einige zum Teil waffengattungsgebundene Stiftungen wurden gegründet, doch nachdem die Zypernkrise ein umfangreiches Waffenembargo zur Folge hatte, änderten sich die Zwecke solcher Stiftungen, soweit sie maritime Projekte verfolgten, womit vorrangigere Bedürfnisse ein umfangreiches Marineprojekt verhinderten. Ein erster Anlauf für das Milgem-Projekt wurde bereits 1990 genommen, doch wegen politischer Unstimmigkeiten und häufiger Regierungswechsel konnte es nicht umgesetzt werden. Als das Projekt 1996 offiziell gestartet wurde, sah der ursprüngliche Plan vor, lokal die deutsche MEKO A-100 der Blohm + Voss zu bauen, welche auf die sehr erfolgreiche MEKO 200 folgte, von welcher die Türkei bereits acht Schiffe in Dienst hatte.
Zu Beginn des neuen Jahrhunderts wurde die Partnerschaft mit Blohm + Voss aufgelöst, und die türkische Marine entschied, auch das Design und die Entwicklung der eigenen Korvetten zu übernehmen. Auf der Marinewerft Istanbul koordiniert die Marine seit dem 12. März 2004 die Entwicklungs- und Konstruktionsarbeiten des Milgem-Projektes. Das Konzept und das Missionsprofil von Milgem ähnelt denen des Littoral Combat Ship, das in den Vereinigten Staaten durch Lockheed Martin als ein erster Vertreter der Kriegsschiffe der nächsten Generation konzipiert wurde. Dabei stehen militärische, küstengestützte Kapazitäten rund um die Asymmetrische Kriegführung im Zentrum des Interesses.
Von den zunächst zwölf geplanten Milgem-Klasse Kriegsschiffen werden acht unter der Bezeichnung Ada-Klasse als Korvette klassifiziert sein, wohingegen vier unter der Bezeichnung F-100-Klasse als Fregatte klassifiziert wurden. Die F-100-Klasse wurde später nach ihrem Typschiff auch Istanbul-Klasse bezeichnet, von der inzwischen ebenfalls acht Einheiten gebaut werden sollen.

## Export
Nach einem Bericht des TV-Senders CNN Türk anlässlich der Schiffstaufe vom 27. September 2008 haben die Kriegsmarinen von Kanada, Pakistan, der Ukraine und eine Reihe von Ländern aus Südamerika ihr Interesse an den Schiffen der Milgem-Klasse kundgetan. Zu den zu Stande gekommenen Aufträge siehe weiter unten.

## Einheiten

### Ada-Klasse

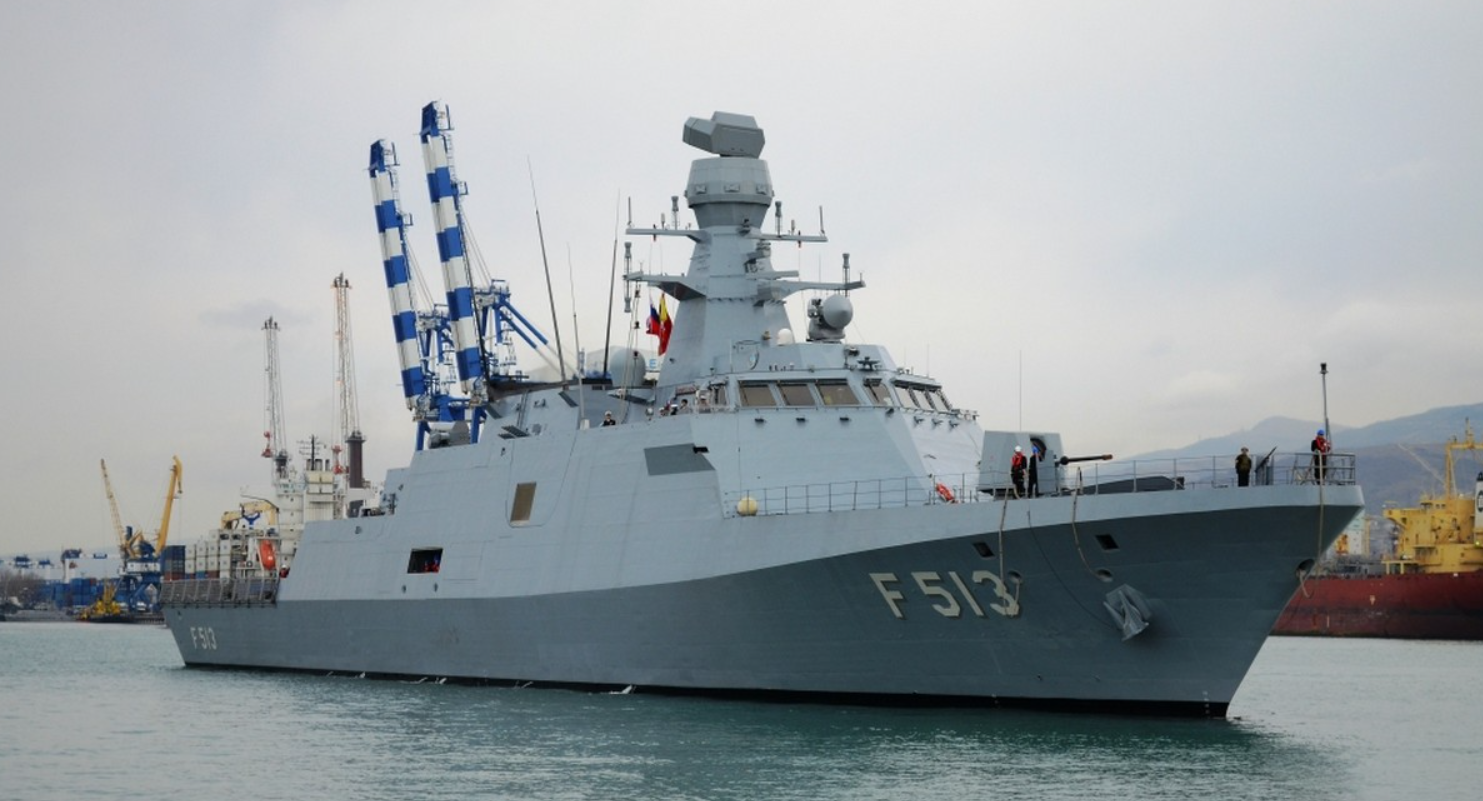
Korvette F-513 Burgazada

Die TCG Heybeliada (F-511), das Typschiff der Milgem-Klasse-Korvetten und Fregatten wurde am 27. September 2008 im Rahmen einer Zeremonie, die vom Ministerpräsidenten Recep Tayyip Erdoğan und den Flottenkommandanten besucht wurde, zu Wasser gelassen. Nach Erfolg der Erprobung wurde die TCG Heybeliada im Frühjahr 2011 in Dienst gestellt. Die F-512 erhielt anstelle des SMART-S Mk2 ein Aselsan-Radar. Letztendlich wurde der Anzahl der Einheiten, die alle auf der Marinewerft in Istanbul gebaut wurden, zu Gunsten weiterer Fregatten auf vier plus eine gekürzt. Die fünfte Einheit ist ein Aufklärungsschiff vergleichbar deutscher Flottendienstboote.
| Kennung | Name       | Kiellegung         | Stapellauf         | Indienststellung   | Verbleib |
| ------- | ---------- | ------------------ | ------------------ | ------------------ | -------- |
| F-511   | Heybeliada | 26. Juli 2005      | 27. September 2008 | 27. September 2011 | aktiv    |
| F-512   | Büyükada   | 27. September 2008 | 27. September 2011 | 27. September 2013 | aktiv    |
| F-513   | Burgazada  | 17. Dezember 2014  | 21. Juni 2016      | 4. November 2018   | aktiv    |
| F-514   | Kınalıada  | 8. Oktober 2015    | 3. Juli 2017       | 29. September 2019 | aktiv    |
| A-591   | Ufuk       | 9. Februar 2017    | 9. Februar 2019    | 14. Januar 2022    | aktiv    |

### Babur-Klasse
Die pakistanische Marine wird in einem Zeitrahmen von zehn Jahren vier Milgem-Klasse Korvetten erhalten, von denen ursprünglich drei lokal produziert werden sollen. Letztendlich entstanden die Boote 1 und 3 ebenfalls in Istanbul und die Boote 2 und 4 bei Karachi Shipyard & Engineering Works Limited.
| Kennung | Name   | Kiellegung       | Stapellauf        | Indienststellung   | Verbleib |
| ------- | ------ | ---------------- | ----------------- | ------------------ | -------- |
| F-280   | Babur  | 4. Juni 2020     | 15. August 2021   | 23. September 2013 | aktiv    |
| F-281   | Badr   | 25. Oktober 2020 | 20. Mai 2022      |                    | im Bau   |
| F-282   | Khyber | 1. Mai 2021      | 25. November 2022 |                    | im Bau   |
| F-283   | Tariq  | 5. November 2021 | 2. August 2023    |                    | im Bau   |

### Hetman Ivan Mazepa-Klasse
Die Ukraine bestellte im Oktober 2020 zwei Fregatten der Klasse. Ursprünglich sollte der Bau der Rohbauten in der Türkei und die Endausrüstung in der Ukraine erfolge, wegen des Russisch-Ukrainischen Krieges entstehen die Schiffe nun allerdings vollständig in der Türkei.
| Kennung | Name                  | Kiellegung        | Stapellauf      | Indienststellung | Verbleib      |
| ------- | --------------------- | ----------------- | --------------- | ---------------- | ------------- |
| F-211   | Hetman Ivan Mazepa    | 7. September 2021 | 2. Oktober 2022 |                  | in Erprobung  |
| F-212   | Hetman Ivan Vyhovskyi | 18. August 2023   | 1. August 2024  |                  | in Ausrüstung |

### Littoral Mission Ship Batch 2
Malaysia bestellte im Rahmen seines Flottenerneuerungsprogramms zunächst ein erstes Lose eines "Littoral Mission Ships", das in der kleineren  Keris-Klasse mündete. Der Bau begann, ebenfalls in Istanbul im Dezember 2024.
| Kennung | Name | Kiellegung       | Stapellauf      | Indienststellung | Verbleib |
| ------- | ---- | ---------------- | --------------- | ---------------- | -------- |
|         |      | 4. Dezember 2024 | 2. Oktober 2022 |                  | im Bau   |
|         |      |                  |                 |                  | geplant  |
|         |      |                  |                 |                  | geplant  |